# Александър Иванов
Алекса̀ндър Андрѐевич Ива̀нов (1806 – 1858) е руски художник, майстор на историческа живопис, представител на академизма.

## Биография
Александр Иванов е роден в семейството на художника, професора по живопис в Императорската художествена академия Андрей Иванова (1775 – 1848). 11-годишен става „курсист“ в Императорската художествена академия. За успехите си в рисуването получава два сребърни медала, награден е през 1824 г. с малък златен медал за нарисуваната като курсов проект картина „Приам измолва от Ахил тялото на Хектор“. През 1827 г. получава големия златен медал на Императорското общество за поощряване на изкуството и званието художник XIV клас за картината „Йосиф, тълкуващ сънищата на затворените с него в тъмница“ (1826).
Императорското общество за поощряване на изкуството го изпраща за своя сметка зад граница за по-нататъшно усъвершенстване, но предварително изисква от него още една картина по предварително зададена тема: „Белерофонт се отправя на поход срещу Химера“. Изпълнявайки изискването, през 1830 г. Иванов отива първо в Германия, известно време престоява в Дрезден, а след това се установява за по-дълго в Рим.
В Италия първите творби на Иванов са копирането на фреските на Микеланджело Буонароти в Сикстинската капела (вкл. на „Сътворението на Адам“) и създаването на ескизи по различни библейски сюжети (през 1833 г. създава ескиза „Йосиф и неговите братя“). През пролетта на 1834 г. посещава Болоня, Ферара, Венеция, Падуа, Виченца, Верона, Бреша, Бергамо, Милано и Парма.
Усърдно изучавайки Свещеното писание и най-вече Новия завет, Иванов все повече се замисля да изобрази на голямо платно първото явяване на Месията пред народа, но преди да пристъпи към тази трудна задача, решава да опита силите си над по-малко като мащаб произведение. С това намерение рисува през 1834 – 1835 г. „Явяването на Христос пред Мария Магдалена след възкресението си“. Картината постига голям успех като в Рим, така и в Санкт Петербург, където през 1836 г. художникът е удостоен за нея със званието академик.
Ентусиазиран, Иванов се заема с грандиозното платно „Явяването на Христос пред хората“, което днес е изложено в Третяковската галерия в Москва. Работата по платното продължава двадесет години (1836 – 1857) и едва през 1858 г. Иванов решава да я покаже публично.
Междувременно през 1837 г. отново пътува до Италия и посещава Флоренция, Орвието, Асизи и Ливорно. През 1838 г. се запознава с Николай Гогол, апрез 1841 г. рисува два негови портрета.
През 1847 г. се запознава с Александър Херцен, а на следващата година умира баща му.
През 1857 г. пътува до Виена.
Умира от холера. Първоначално е погребан в Новодевичето гробище в Санкт Петербург. През 1936 г. е препогребан в Тихвинското гробище.

## Галерия
- „Приам измолва от Ахил тялото на Хектор“ (1824)
- „Четири къпещи се момчета“ (1824)
- „Йосиф, тълкуващ сънищата на затворените с него в тъмница“ (1826)
- Ескиз: „Танц пред Златния телец“
- Ескиз: „Народът събира манна небесна“
- „Белерофонт се отправя на поход срещу Химера“ (1829)
- „Аполон, Хиацинт и Кипарис, занимаващи се с музика и пеене“ (1834)
- „Явяването на Христос пред Мария Магдалена след възкресението си“ (1835)

## За него
- Алленов М. М. Александр Александрович Иванов. М., 1980, 208 с.
- Алпатов М. В. Александр Андреевич Иванов: Жизнь и творчество. Т. 1 – 2. М.: Искусство, 1956.
- Анисов Л. М. Александр Иванов. М.: Молодая гвардия, 2004, 320 с. ISBN 5-235-02610-1.
- Новицкий А. П. Опыт полной биографии Ал. Иванова. М.: Изд. худож. фототип. К. А. Фишер, 1895. [4], IV, XIV, 253 с.
- Ракова М. А. Иванов. М.: Искусство, 1960, 54 с.